# UFC 156
O  UFC 156: Aldo vs. Edgar foi um evento de MMA, promovido pelo Ultimate Fighting Championship, ocorrido em 2 de fevereiro de 2013 no Mandalay Bay Events Center em Las Vegas, Nevada.

## Resumo
José Aldo lutou contra o ex-Campeão Peso Leve Frankie Edgar valendo o Cinturão Peso Pena do UFC neste evento. A luta aconteceria no UFC 153 porém Aldo se lesionou e a luta não aconteceu.
Em 14 de Novembro de 2012 o UFC anunciou que o brasileiro Antônio Pezão enfrentaria o holandês Alistair Overeem nesse evento, satisfazendo assim os pedidos de Pezão e dos fãs.
Erick Silva era esperado para enfrentar Jay Hieron no evento, porém foi obrigado a se retirar devido a uma lesão e substituído pelo ex-Strikeforce Tyron Woodley.

## Card Oficial
Nota 1 Pelo Cinturão Peso-Pena do UFC.

## Bônus da Noite
- Luta da Noite:  José Aldo vs.  Frankie Edgar
- Nocaute da Noite:  Antônio Pezão
- Finalização da Noite:  Bobby Green